# Demografia dell'Europa
     < 50 abitanti per km2
     da 50 a 100 abitanti per km2
     da 100 a 150 abitanti per km2
     da 150 a 300 abitanti per km2
     da 300 a 1000 abitanti per km2
     > 1000 abitanti per km2
     nessun dato disponibile.

Distribuzione della popolazione nell'Unione europea ed EFTA, inclusi i paesi candidati (2007)
< 50 abitanti per km^{2}
da 50 a 100 abitanti per km^{2}
da 100 a 150 abitanti per km^{2}
da 150 a 300 abitanti per km^{2}
da 300 a 1000 abitanti per km^{2}
> 1000 abitanti per km^{2}
nessun dato disponibile.

Tasso di crescita demografica (2009).

La demografia dell'Europa al 2010, secondo dati dell'ONU, contava circa 738 200 000 abitanti entro i confini geografici del continente, ovvero l'11% della popolazione mondiale; prendendo in considerazione, però, l'intera popolazione di stati transcontinentali come Russia e Turchia, il totale sale fino a poco più 832.000.000 di abitanti.
Il tasso di natalità e la crescita della popolazione autoctona è relativamente basso se confrontato ai tassi di continenti quali l'Asia, l'Africa e le Americhe.
L'Europa è accomunata comunque da un'identità propria nata nel corso degli anni oggi nota come Eurocentrismo, e con la nascita dell'Unione europea ha assunto il nome di "concetto di Europa-nazione".
In passato l'evoluzione demografica era molto alta, sia a causa del basso livello di vita che spingeva le famiglie a fare molti figli da mandare a lavorare i campi, sia per le pestilenze che hanno costretto i popoli a emigrare in altre zone dell'Europa e ricostruire interi borghi con un elevatissimo tasso di natalità.

## Storia demografica dell'Europa
Di seguito sono riportate le stime sulla popolazione storica dell'Europa (inclusa l'Asia centrale, inclusa nei territori "ex-URSS") basate sulle ricerche di Maddison (2007),  in milioni di abitanti, con la stima anche della quota parte della popolazione mondiale:
| Anno                                                     | 1 d.C.   | 1000     | 1500     | 1600      | 1700      | 1820      | 1913      | 2000      |
| -------------------------------------------------------- | -------- | -------- | -------- | --------- | --------- | --------- | --------- | --------- |
| Abitanti dell'Europa in milioni (% popolazione mondiale) | 34 (15%) | 40 (15%) | 78 (18%) | 112 (20%) | 127 (21%) | 224 (21%) | 498 (28%) | 742 (13%) |

Le tabelle che seguono sono stimate da Urlanis nel 1941
| Anno | Popolazione europea totale | Crescita assoluta per periodo, milioni | Crescita assoluta per anno, migliaia | Crescita assoluta per secolo, % | Crescita per anno, % |
| ---- | -------------------------- | -------------------------------------- | ------------------------------------ | ------------------------------- | -------------------- |
| 1000 | 56,4                       |                                        |                                      |                                 |                      |
| 1100 | 62,1                       | 5,7                                    | 57                                   | 10.1                            | 0,10                 |
| 1200 | 68,0                       | 5,9                                    | 59                                   | 9.5                             | 0,09                 |
| 1250 | 72,9                       | 4,9                                    | 98                                   | 15,7                            | 0,14                 |
| 1300 | 78,7                       | 5,8                                    | 116                                  | 15,7                            | 0,15                 |
| 1350 | 70,7                       | -8,0                                   | -160                                 | -0,8                            | -0,21                |
| 1400 | 78,1                       | 7,4                                    | 148                                  | -0,8                            | 0,20                 |
| 1450 | 83,0                       | 4,9                                    | 98                                   | 16,1                            | 0,12                 |
| 1500 | 90,7                       | 7,7                                    | 154                                  | 16,1                            | 0,12                 |

| Regione                    | 1000 | 1100 | 1200 | 1250 | 1300 | 1350 | 1400 | 1450 | 1500 |
| -------------------------- | ---- | ---- | ---- | ---- | ---- | ---- | ---- | ---- | ---- |
| Reich tedesco              | 5.4  | 6.4  | 7.3  | 8    | 9.1  | 8.5  | 9.6  | 10.2 | 10.8 |
| Francia                    | 9    | 11   | 13   | 15   | 17   | 15   | 14   | 14   | 15.5 |
| Inghilterra e Galles       | 1.6  | 1.8  | 2.3  | 2.6  | 3    | 2.4  | 3    | 3.3  | 3.6  |
| Scozia                     | 0.3  | 0.3  | 0.3  | 0.4  | 0.4  | 0.3  | 0.4  | 0.5  | 0.6  |
| Irlanda                    | 0.6  | 0.6  | 0.6  | 0.7  | 0.7  | 0.6  | 0.7  | 0.7  | 0.8  |
| Italia                     | 7    | 7.5  | 8    | 9    | 10   | 8    | 10   | 10.5 | 11   |
| Penisola iberica           | 9    | 8    | 7    | 6.5  | 6    | 5    | 6    | 7    | 8.5  |
| Austria e Ungheria         | 5.4  | 6.2  | 7.2  | 8    | 9    | 8    | 9    | 10   | 11.5 |
| Balcani                    | 7    | 7.5  | 8    | 8    | 8    | 7    | 8    | 8    | 8    |
| Danimarca                  | 0.5  | 0.5  | 0.6  | 0.6  | 0.7  | 0.6  | 0.6  | 0.6  | 0.6  |
| Svezia                     | 0.4  | 0.4  | 0.45 | 0.5  | 0.6  | 0.4  | 0.5  | 0.6  | 0.65 |
| Norvegia                   | 0.2  | 0.2  | 0.2  | 0.2  | 0.3  | 0.2  | 0.3  | 0.3  | 0.3  |
| Svizzera                   | 0.4  | 0.4  | 0.5  | 0.6  | 0.7  | 0.6  | 0.6  | 0.7  | 0.75 |
| Belgio                     | 0.6  | 0.7  | 0.9  | 1    | 1.2  | 1    | 1.2  | 1.3  | 1.5  |
| Olanda                     | 0.5  | 0.6  | 0.7  | 0.8  | 0.9  | 0.8  | 0.9  | 1.1  | 1.3  |
| Est Europa e paesi baltici | 8.5  | 10   | 11   | 11   | 11   | 12   | 13   | 14   | 15.1 |
| Georgia                    | 3.5  | 5.6  | 7.3  | 6.4  | 4.9  | 4.5  | 3.1  | 3.4  | 2.8  |

## Popolazione totale

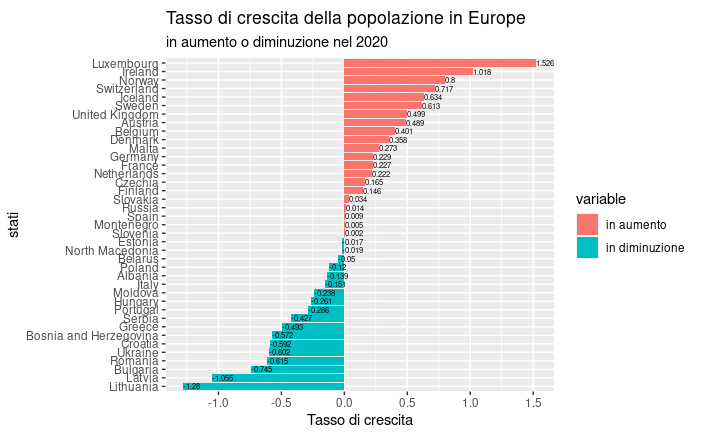
Tasso di crescita della popolazione in Europa

In accordo con i dati emessi dalle Nazioni Unite, nel 2007 la popolazione dell'Europa ammontava a circa 731 milioni di abitanti.
La popolazione totale dell'Unione europea è stata stimata nel 2008 per essere di 499 milioni, escludendo quindi l'1/3 dei paesi europei che non ne fanno parte c'è un margine di distanza di 242 milioni di persone.
Nel 1900 la popolazione europea coincideva con 1/4 di quella mondiale, ma nel periodo successivo alle due guerre mondiali è andata crescendo sempre più lentamente facendosi superare per tasso di fertilità dall'Africa e dell'Asia.
Secondo una proiezione demografica dell'ONU, nel 2050 l'Europa occuperà il 7% della massa critica mondiale con un andamento demografico in continuo declino. Per creare la stima sono stati formulati e valutati i tassi di natalità delle varie nazioni e il loro rapporto diminuzione/crescita.
Con l'apertura dell'immigrazione verso il Maghreb, i cui immigranti fanno meta spesso nell'Europa occidentale e mediterranea, si è stimato un aumento della fertilità che ha inciso sull'85% della crescita totale.
| Anno | Popolazione europea (con proiezioni future) | Variante 1 (alta) | Variante 2 (bassa) |
| ---- | ------------------------------------------- | ----------------- | ------------------ |
| 1950 | 547.287.000                                 |                   |                    |
| 1955 | 575.236.000                                 |                   |                    |
| 1960 | 603.854.000                                 |                   |                    |
| 1965 | 633.591.000                                 |                   |                    |
| 1970 | 655.879.000                                 |                   |                    |
| 1975 | 676.123.000                                 |                   |                    |
| 1980 | 692.869.000                                 |                   |                    |
| 1985 | 706.800.000                                 |                   |                    |
| 1990 | 720.497.000                                 |                   |                    |
| 1995 | 727.422.000                                 |                   |                    |
| 2000 | 726.777.000                                 |                   |                    |
| 2005 | 730.736.000                                 |                   |                    |
| 2010 | 738.199.000                                 |                   |                    |
| 2015 |                                             | 748.362.000       | 735.773.000        |
| 2020 | 744.177.000                                 | 759.920.000       | 728.433.000        |
| 2025 | 743.890.000                                 | 770.564.000       | 717.215.000        |
| 2030 | 741.233.000                                 | 778.206.000       | 704.288.000        |
| 2035 | 736.922.000                                 | 784.459.000       | 689.685.000        |
| 2040 | 731.826.000                                 | 791.813.000       | 673.203.000        |
| 2045 | 726.029.000                                 | 801.774.000       | 654.084.000        |
| 2050 | 719.257.000                                 | 814.017.000       | 632.130.000        |
| 2055 | 711.147.000                                 | 826.845.000       | 607.805.000        |
| 2060 | 702.347.000                                 | 839.816.000       | 582.463.000        |
| 2065 | 693.908.000                                 | 854.099.000       | 557.214.000        |
| 2070 | 686.745.000                                 | 871.610.000       | 532.599.000        |
| 2075 | 681.329.000                                 | 893.716.000       | 508.789.000        |
| 2080 | 677.700.000                                 | 920.546.000       | 485.889.000        |
| 2085 | 675.611.000                                 | 951.173.000       | 464.040.000        |
| 2090 | 674.657.000                                 | 984.394.000       | 443.300.000        |
| 2095 | 674.451.000                                 | 1.019.476.000     | 423.644.000        |
| 2100 | 674.796.000                                 | 1.056.358.000     | 405.145.000        |

### Popolazione per paese.
| Stato/Dipendenza          | Superficie (km²) | Popolazione (stima al 1º luglio 2010) | Densità di popolazione (per km²) | Capitale           |
| ------------------------- | ---------------- | ------------------------------------- | -------------------------------- | ------------------ |
| Albania                   | 28 748           | 3 600 523                             | 125,2                            | Tirana             |
| Andorra                   | 468              | 82 403                                | 146,2                            | Andorra la Vella   |
| Armenia                   | 29 800           | 3 263 600                             | 108,4                            | Erevan             |
| Austria                   | 83 858           | 8 470 929                             | 97,4                             | Vienna             |
| Azerbaigian               | 86 600           | 8 521 000                             | 97                               | Baku               |
| Belgio                    | 30 510           | 10 574 595                            | 336,8                            | Bruxelles          |
| Bielorussia               | 207 600          | 9 735 382                             | 49,8                             | Minsk              |
| Bosnia ed Erzegovina      | 51 129           | 4 048 500                             | 77,5                             | Sarajevo           |
| Bulgaria                  | 110 910          | 7 621 337                             | 68,7                             | Sofia              |
| Cipro                     | 9 251            | 863 457                               | 85                               | Nicosia            |
| Città del Vaticano        | 0,44             | 900                                   | 2 045,5                          | Città del Vaticano |
| Croazia                   | 56 542           | 4 637 460                             | 77,7                             | Zagabria           |
| Danimarca                 | 43 094           | 5 568 854                             | 124,6                            | Copenaghen         |
| Estonia                   | 45 226           | 1 315 681                             | 31,3                             | Tallinn            |
| Finlandia                 | 336 593          | 5 357 537                             | 15,3                             | Helsinki           |
| Francia                   | 547 030          | 65 447 374                            | 109,3                            | Parigi             |
| Georgia                   | 69 700           | 4 461 473                             | 64                               | Tbilisi            |
| Germania                  | 357 021          | 81 757 600                            | 233,2                            | Berlino            |
| Gibilterra (Regno Unito)  | 5,9              | 27 714                                | 4 697,3                          | Gibilterra         |
| Grecia                    | 131 940          | 11 645 343                            | 80,7                             | Atene              |
| Groenlandia (Danimarca)   | 2 166 086        | 56 452                                | 0,027                            | Nuuk               |
| Guernsey                  | 78               | 66 587                                | 828,0                            | Saint Peter Port   |
| Irlanda                   | 70 280           | 4 434 925                             | 60,3                             | Dublino            |
| Isola di Man              | 572              | 80 873                                | 129,1                            | Douglas            |
| Isole Åland (Finlandia)   | 1 551            | 26 008                                | 16,8                             | Mariehamn          |
| Fær Øer (Danimarca)       | 1 399            | 46 011                                | 32,9                             | Tórshavn           |
| Isole Svalbard (Norvegia) | 62 049           | 2 868                                 | 0,046                            | Longyearbyen       |
| Islanda                   | 103 000          | 304 261                               | 2,7                              | Reykjavík          |
| Italia                    | 301 798          | 60 418 711                            | 191,6                            | Roma               |
| Jersey                    | 116              | 89 775                                | 773,9                            | Saint Helier       |
| Lettonia                  | 64 589           | 2 366 515                             | 36,6                             | Riga               |
| Liechtenstein             | 160              | 35 322                                | 205,3                            | Vaduz              |
| Lituania                  | 65 200           | 3 401 138                             | 55,2                             | Vilnius            |
| Lussemburgo               | 2 586            | 472 569                               | 173,5                            | Lussemburgo        |
| Macedonia del Nord        | 25 333           | 2 054 800                             | 81,1                             | Skopje             |
| Malta                     | 316              | 408 009                               | 1 257,9                          | La Valletta        |
| Moldavia                  | 33 843           | 3 834 547                             | 131,0                            | Chișinău           |
| Monaco                    | 1,95             | 32 087                                | 16 403,6                         | Monaco             |
| Montenegro                | 13 812           | 672 180                               | 44,6                             | Podgorica          |
| Norvegia                  | 324 220          | 4 930 116                             | 14,0                             | Oslo               |
| Paesi Bassi               | 41 526           | 16 518 199                            | 393,0                            | Amsterdam          |
| Polonia                   | 312 685          | 38 192 000                            | 123,5                            | Varsavia           |
| Portogallo                | 91 568           | 10 607 995                            | 110,1                            | Lisbona            |
| Regno Unito               | 244 820          | 62 041 708                            | 244,2                            | Londra             |
| Rep. Ceca                 | 78 866           | 10 256 760                            | 130,1                            | Praga              |
| Romania                   | 238 391          | 21 959 278                            | 91,0                             | Bucarest           |
| Russia                    | 17 075 400       | 141 927 297                           | 8,5                              | Mosca              |
| San Marino                | 61               | 31 730                                | 454,6                            | San Marino         |
| Serbia                    | 88 361           | 9 150 000                             | 103,6                            | Belgrado           |
| Slovacchia                | 48 845           | 5 422 366                             | 111,0                            | Bratislava         |
| Slovenia                  | 20 273           | 2 012 917                             | 95,3                             | Lubiana            |
| Spagna                    | 504 851          | 46 030 109                            | 89,3                             | Madrid             |
| Svezia                    | 449 964          | 9 360 113                             | 19,7                             | Stoccolma          |
| Svizzera                  | 41 290           | 7 785 000                             | 176,8                            | Berna              |
| Turchia                   | 783 562          | 70 104 712                            | 93                               | Ankara             |
| Ucraina                   | 603 628          | 45 939 820                            | 76,0                             | Kiev               |
| Ungheria                  | 93 030           | 10 075 034                            | 108,3                            | Budapest           |
| Totale                    | 10 180 000       | 832 211 436                           | 81,8                             |                    |

## Famiglie
Secondo Eurostat, l'Unione Europea al 2022 conta 190.5 milioni di famiglie. Il 73.3% di esse non ha figli, il 12.1% ha un solo figlio e il 9.3% ha 2 figli. Solo il 3% ha 3 o più figli.